# Poèmes de Louise de Vilmorin
Les Poèmes de Louise de Vilmorin est un cycle de mélodies pour voix et piano de la compositrice française Claude Arrieu, écrite en 1945.

## Contexte et création
Claude Arrieu compose ses Poèmes de Louise de Vilmorin d'après le recueil Fiançailles pour rire de Louise de Vilmorin. Le cycle est publié en 1946 par Amphion.

## Structure
Le cycle comprend cinq mélodies : 
- À l'envers de ma porte
- Attendez le prochain bateau
- Amour
- J'ai la toux dans mon jeu
- L'inconnu